# Tomaž Kuralt
Tomaž Kuralt, slovenski davčni svetovalec in politik, * 5. januar 1987.
Je občinski svetnik v Občini Medvode kot član Nestrankarske liste za napredek krajev občine Medvode, leta 2018 je na lokalnih volitvah tam neuspešno kandidiral za župana.